# ريو تاناكا
ريو تاناكا (باليابانية: 田中遼) هو لاعب هوكي الجليد ياباني، ولد في 22 أبريل 1987 في سابورو في اليابان.

## وصلات خارجية
- ريو تاناكا على موقع EliteProspects.com (الإنجليزية)
- ريو تاناكا على موقع Eurohockey.com (الإنجليزية)